# Stortjärnen (Fjällsjö socken, Ångermanland, 706550-151248)
Stortjärnen är en sjö i Strömsunds kommun i Ångermanland och ingår i Ångermanälvens huvudavrinningsområde. Sjön har en area på 0,176 kvadratkilometer och ligger 254 meter över havet. Sjön avvattnas av vattendraget Äxingsån.

## Delavrinningsområde
Stortjärnen ingår i det delavrinningsområde (706507-151088) som SMHI kallar för Utloppet av Stortjärnen. Medelhöjden är 302 meter över havet och ytan är 5,41 kvadratkilometer. Räknas de 5 avrinningsområdena uppströms in blir den ackumulerade arean 56,31 kvadratkilometer. Äxingsån som avvattnar avrinningsområdet har biflödesordning 4, vilket innebär att vattnet flödar genom totalt 4 vattendrag innan det når havet efter 148 kilometer. Avrinningsområdet består mestadels av skog (84 procent). Avrinningsområdet har 0,18 kvadratkilometer vattenytor vilket ger det en sjöprocent på 3,2 procent.